# Provincia di al-Jawf
La provincia di al-Jawf è una provincia dell'Arabia Saudita. Si trova nel nord del paese, al confine con la Giordania. Ha una superficie di 139.000 km² e una popolazione di 332.400 abitanti (1999). Il suo capoluogo è Sakākā (arabo سكاكا).
Prende il nome dalla città di Al-Jawf (l'attuale Sakākā) conosciuta un tempo come Giof.

## Elenco dei governatori
- Assaf al-Ḥusayn (1923)
- ʿAbd Allāh bin ʿAqīl (1924)
- Turkī bin Aḥmad bin Moḥammed al-Sudayrī (1926)
- ʿAbd al-Raḥmān bin Saʿīd (1928 - 1929)
- Ibrāhīm al Nashmī (1929 - 1930)
- Turkī bin Aḥmad bin Moḥammed al-Sudayrī (1930 - 1932)
- ʿAbd al-ʿAzīz bin Aḥmad bin Moḥammed al-Sudayrī (1933)
- Moḥammed bin Aḥmad bin Moḥammed al-Sudayrī (17 marzo 1938 - 5 settembre 1943)
- ʿAbd al-Raḥmān bin Aḥmad bin Moḥammed al-Sudayrī (5 settembre 1953 - ?)
- Sulṭān bin ʿAbd al-Raḥmān al-Sudayrī (1989)
- ʿAbd al-Ilāh bin ʿAbd al-ʿAzīz Āl Saʿūd (1998 - 2001)
- Fahd bin Badr bin ʿAbd al-ʿAzīz Āl Saʿūd (31 ottobre 2002 - 26 febbraio 2018)
- Badr bin Sulṭān Āl Saʿūd (26 febbraio 2018 - 27 dicembre 2018)
- Fayṣal bin Nawāf Āl Saʿūd, dal 27 dicembre 2018

## Elenco dei vice governatori
- Mut'ib bin Mish'al bin Badr bin Sa'ud bin Abd al-Aziz Al Sa'ud, dal 12 dicembre 2023